# Сухі ліси островів Кабо-Верде
Сухі ліси островів Кабо-Верде (ідентифікатор WWF: AT0201) — афротропічний екорегіон тропічних та субтропічних сухих широколистяних лісів, розташований на островах Кабо-Верде в Атлантичному океані.

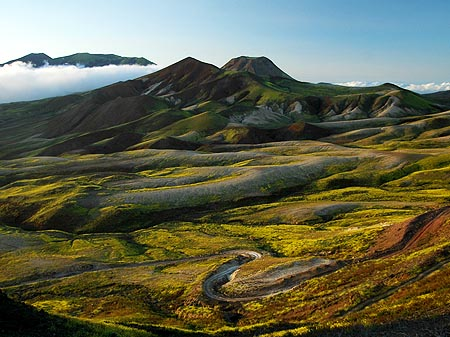
Ландшафт острова Санту-Антан

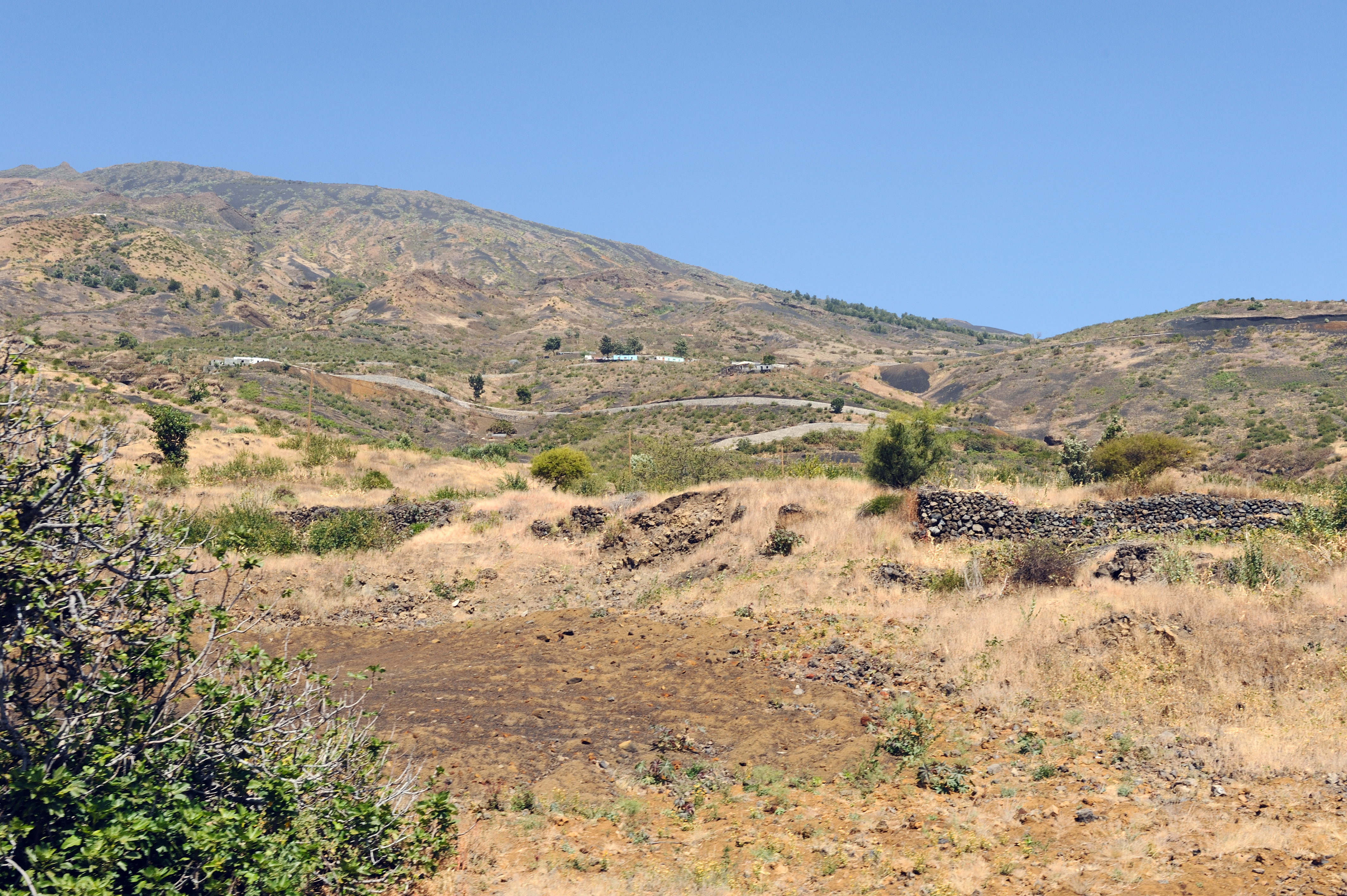
Ландшафт острова Фогу

## Географія
Кабо-Верде або Острови Зеленого Мису — це архіпелаг із десяти великих островів і п'яти менших острівців, розташований у східній частині Атлантичного океану приблизно в 500 км від узбережжя Сенегалу в Західній Африці. Ці острови поділяються на дві групи – Барлавенту, або Навітряні острови на півночі, і Сотавенту, або Підвітряні острови на півдні. До групи островів Барлавенту належать острови Санту-Антан (779 км²), Сан-Вінсенте (779 км²), Санта-Лузія (779 км²), Сан-Ніколау (779 км²), Сал (779 км²) та Боа-Вішта (779 км²), а до островів Сотавенту — Маю (779 км²), Сантьягу (779 км²), Фогу (779 км²) та Брава (779 км²). Усі, крім Санта-Лузії, населені. Острів Сантьягу є найбільшим в архіпелазі, а в розміщеній на ньому столиці — Праї — проживає половина населення країни.
Архіпелаг має вулканічне походження. Його формування розпочалося 150-125 млн років тому, а самі острови сформувалися від 20 до 8 млн років тому. Молодші острови мають складний, гористий рельєф. Найвищою горою острова Фогу і всього архіпелагу є діючий вулкан Фогу висотою 2829 м, вершиною Санту-Антана — гора Топу-да-Короа висотою 1979 м, вершиною Сантьягу — гора Піку-де-Антоніа висотою 1392 м, а вершиною Сан-Ніколау — гора Монте-Горду висотою 1312 м. Острови Маю, Сал і Боа-Вішта є більш старими, відносно рівнинними, а також більш сухими — їм бракує джерел води. Основними гірськими породами архіпелагу є базальти та вапняки, на островах є поклади солі та каоліну.
Архіпелаг Кабо-Верде входить до Макаронезії — групи островів в Атлантичному океані, які мають схожий клімат та екологію.

## Клімат
На островах Кабо-Верде домінує тропічний клімат, для якого є характерними два сезони: сухий сезон з грудня по липень та теплий і вологий сезон з серпня по листопад. Внаслідок ефекту дощової тіні більш високі, гористі острови, отримують значно більше опадів, ніж нижчі, більш пласкі острови. Температура коливається від 20 до 35 °C, середня температура становить 25-29 °C. Вулканічні ґрунти є досить родючими, однак загалом клімат островів занадто посушливий для ведення сільського господарства. Періодично острови страждають від тривалих посух і серйозної нестачі води.

## Флора
Первинна флора Кабо-Верде є недостатньо вивченою. Ймовірно, на низьких висотах островів основними рослинними угрупованнями були савани або степи, а в найбільш рівнинних і посушливих частинах островів росли напівпустельні чагарники. На більш високих островах, де випадає достатня кількість опадів, росли сухі мусонні рідколісся або ліси. Наразі більш вологі райони островів перетворені на сільськогосподарські угіддя, а первинна лісова рослинність збереглася лише в ізольованих анклавах на вершинах гір та на стрімких схилах.
Загалом на Кабо-Верде росте близько 750 видів судинних рослин, з яких більшість були завезені португальськими колоністами, які в XV столітті заселили безлюдний архіпелаг. 33 види судинних спорових рослин і 240 видів квіткових рослин вважаються місцевими. Серед них є чимало ендеміків, зокрема папороть Dryopteris gorgonea та 85 видів квіткових рослин із 42 родів, у тому числі ендемічного роду Tornabenea.
Місцеві види дерев включають драконове дерево (Dracaena draco), сикомору (Ficus sycomorus ssp. gnaphalocarpa), капську смоківницю (Ficus sur), сенегальський тамарикс (Tamarix senegalensis), а також ендемічну кабо-вердську фінікову пальму (Phoenix atlantica), відому як тамарейро, та ендемічний різновид мармулана Sideroxylon marginatum. Більшості місцевих видів дерев загрожує знищення середовища існування.
Розчистка землі для ведення сільського господарства та випасання кіз, що почалася після колонізації островів, призвела до деградації і знищення первинного рослинного покриву. Це в свою чергу спричинило масштабну ерозію ґрунту. На початку XX століття португальська колоніальна влада почала створювати лісові плантації, щоб зменшити ерозію ґрунту та відновити вододіли. Між 1928 і 1975 роками 30 км² було заліснено немісцевими соснами, кипарисами та евкаліптами, переважно на островах Санту-Антан, Фогу та Сан-Ніколау. Найстаріші плантації у високогір'ях Санту-Антана та Сан-Вінсенте тепер перетворилися на густі ліси. Після здобуття незалежності в 1975 році висадження дерев продовжилося, а нещодавні проекти з лісонасадження були зосереджені навколо посушливих районів на островах Сантьягу, Маю і Брава. В цих проектах використовуються пристосовані до посушливих умов мескітові дерева (Prosopis juliflora), акації (Acacia spp.) та мавританські зизифуси (Ziziphus mauritiana). За оцінками 2013 року 97 км² островів були вкриті лісами, 22 км² — рідколіссями та 225 км² — деревними насадженнями.

## Фауна
На островах Кабо-Верде мешкає п'ять ендемічних видів птахів. На більшості островів зустрічаються острівні горобці (Passer iagoensis) та острівні серпокрильці (Apus alexandri). Острівні жайворонки (Alauda razae), що перебувають під загрозою зникнення, мешкають лише на безлюдному острівці Разу, а кабо-вердські очеретянки — на островах Сантьягу, Сан-Ніколау та Фогу. Також ендеміком Кабо-Верде є кабо-вердійський канюк (Buteo bannermani). Популяція сантьязької чаплі (Ardea purpurea bournei), рідкісного підвиду рудої чаплі, що гніздиться лише в одній колонії на острові Сантьягу, нараховує лише близько 20 пар. Ендеміками Кабо-Верде також є інші підвиди різних видів птахів — звичайної перепілки (Coturnix coturnix inopinata), пустельного бігунця (Cursorius cursor cursor), сіроголового альціона (Halcyon leucocephala acteon), сапсана (Falco peregrinus madens), великого пікіра (Alaemon alaudipes boavistae), вохристого жайворонка (Ammomanes cinctura cinctura), білолобого жервінчика (Eremopterix nigriceps nigriceps). Крім того, ендеміками архіпелагу є кабо-вердійські шуліки (Milvus milvus fasciicauda), кабо-вердійські сипухи (Tyto alba detorta) та два підвиди звичайного боривітра (Falco tinnunculus neglectus та Falco tinnunculus alexandri).
Острови Зеленого Мису є важливим місцем гніздування для багатьох морських птахів. Два види гніздяться тільки на Кабо-Верде. Кабо-вердійські буревісники (Calonectris edwardsii) гніздяться в лютому-березні, переважно на островах Брава, Бранку та Разу, а кабо-вердійські тайфунники (Pterodroma feae) — навесні та восени, на островах Фогу, Санту-Антан, Сан-Ніколау та Сантьягу. Також на Кабо-Верде гніздяться ендемічні архіпелагові буревісники (Puffinus boydi) і темні качурки (Oceanodroma jabejabe), ендемічний підвид червонодзьобого фаетона (Phaethon aethereus mesonauta) та інші птахи, такі як карибський фрегат (Fregata magnificens).
До європейської колонізації єдиними місцевими видами ссавців на островах були кажани — скельні нетопирі (Hypsugo savii), білосмугі нетопирі (Pipistrellus kuhlii) та сірі вухані (Plecotus austriacus). Португальці привезли на острови овець, кіз, корів, а також зелених мартишок (Chlorocebus sabaeus), струнких мангустів (Herpestes sanguineus), європейських кролів (Oryctolagus cuniculus), чорних пацюків (Rattus rattus) та сірих пацюків (Rattus norvegicus).
На островах Кабо-Верде мешкає 23 види ящірок, всі з яких є ендемічними: 4 напівпалі гекони з роду Hemidactylus, 12 стінних геконів з роду Tarentola та 7 сцинків з роду Chioninia. Крім того, ще 3 види ящірок були інтродуковані на архіпелазі. Серед ендемічних ящірок слід навести велетенського стінного гекона (Tarentola gigas), поширеного на островах Сан-Ніколау, Разу та Бранку, та велетенського кабо-вердійського сцинка (Chioninia coctei), який мешкав на островах Разу та Бранку, однак вимер у XX столітті.

## Збереження
За 500 років, що минули від початку колонізації архіпелагу, втрата острівних екосистем була суттєвою. Втрати були спричинені перетворенням природних оселищ на сільськогосподарські угіддя, використанням шкідливих для екології методів землеробства, що спричиняли ерозію ґрунту, інтродукцією чужорідних рослин, наявністю великої кількості кіз та інших інтродукованих тварин, а також посухою. 
Чисельність морських птахів, що гніздяться на островах, значно скоротилася. Більшість з них наразі гніздяться на невеликих острівцях, оскільки на більших їм загрожує хижацтво з боку інтродукованих тварин (кішок, щурів і мартишок). Експлуатація людьми природних ресурсів також була значною: зокрема, яйця та пташенята морських птахів є традиційною їжею для жителів острова. Нещодавно деякі з важливих місць гніздування морських птахів, як правило, невеликі острівці біля узбережжя головних островів, були оголошені заповідними територіями.
Оцінка 2017 року показала, що 108 км², або 3 % екорегіону, є заповідними територіями. Ще близько 1 % площі екорегіону покрито лісом, однак не охороняється.